# Elena Kólesova
Elena Fiódorovna Kólesova (en ruso: Еле́на Фёдоровна Ко́лесова; Kolesovo, 1 de agosto de 1920 – Krupki, 11 de septiembre de 1942) fue comandante de una unidad partisana de las fuerzas especiales soviéticas (Spetsnaz) durante la Segunda Guerra Mundial. Después de morir en combate en un ataque exitoso a una fortaleza alemana en la pequeña localidad bielorrusa de Vydritsa, Kolesova recibió póstumamente el título de Héroe de la Unión Soviética el 21 de noviembre de 1944.

## Biografía

### Infancia y juventud
Elena Kólesova nació el 1 de agosto de 1920 en la pequeña localidad rusa de Kolesovo en la gobernación de Yaroslavl, en el seno de una familia de campesinos de origen ruso. Su padre murió en 1922 y fue criada por su madre con sus hermanos Konstantín y Aleksander y su hermana Galina hasta que se mudó con su tía y su tío a la edad de ocho años, quienes vivían en la ciudad de Moscú. Después de graduarse de la escuela secundaria en 1936, se matriculó en la 2.ª Escuela Pedagógica de Moscú, posteriormente trabajó como profesora de gimnasia en una escuela en el distrito de Frunzensky hasta que comenzó a trabajar como líder de un destacamento local de jóvenes pioneros. Se convirtió en miembro del Partido Comunista en 1942.

### Segunda Guerra Mundial
Después de la invasión alemana de la Unión Soviética, Kolesova comenzó a trabajar en la construcción de fortificaciones defensivas hasta octubre y ayudó en el reasentamiento de ciudadanos soviéticos en áreas más al este. Después de solicitar repetidamente unirse al Ejército Rojo pero ser rechazada, se le permitió unirse a la unidad Spetsnaz N.º 9903 en el departamento de inteligencia del Frente Oeste bajo el mando de Arturs Sproģis. Después de un breve entrenamiento, ella y un pequeño grupo miembros de la unidad se desplegaron el 28 de octubre de 1941 para plantar minas terrestres en las carreteras, destruir la infraestructura de comunicación y recopilar inteligencia militar en las aldeas ocupadas por los alemanes en las afueras de Moscú. El grupo estaba formado por cuatro hombres y tres mujeres; los hombres discutieron mientras las mujeres empezaban a colocar las minas y recopilaban información sobre la ubicación y el número de tropas. Durante esa misión fue capturada por los alemanes porque sus botas del Ejército Rojo sobresalían de su ropa de campesina. Después de estar detenida durante dos días, logró escapar de la custodia durante un traslado a Novaya Rusa y transmitió la información recopilada a los militares del Frente Oeste.
Después de esa misión, fue nombrada comandante de un grupo de varias mujeres cuyo trabajo consistía en sabotear la infraestructura utilizada por los alemanes en Borisov y Krupsk en la provincia de Minsk. Además de enseñar a los civiles cómo usar explosivos, el pequeño grupo descarriló trenes, bombardeó almacenes de suministros y destruyó vehículos militares. También atrajeron a los soldados alemanes al bosque haciéndose pasar por mujeres locales solteras que buscaban pareja, solo para llevarlos a una emboscada donde les dispararon. La inteligencia alemana asumió que la unidad comandada por Kolesova constaba de aproximadamente 600 partisanos debido a su destructividad cuando en realidad tenía menos de una docena de miembros.
Kolesova murió en combate el 11 de septiembre de 1942 mientras dirigía una incursión en una fortaleza de Krupki que resultó ser un éxito. Las once chicas se lanzaron en paracaídas sobre Borisov el primero de mayo, pero debido a que nunca habían sido entrenadas para usar paracaídas, tres murieron antes de poder continuar y una sufrió una fractura en la columna vertebral y murió poco después. Los guerrilleros destruyeron puentes e incluso descarrilaron un tren militar a plena luz del día, pero después de que los alemanes encontraron su campamento, tuvieron que reubicar su cuartel general en la profundidad del bosque. En la redada del 11 de septiembre fue herida de muerte cuando intentaba atacar un nido de ametralladoras; su último deseo era ser enterrada con los cuatro miembros de su unidad que murieron al lanzarse en paracaídas.
Fue enterrada en una fosa común para partisanos en Migovshchina (Bielorrusia), pero después del final de la guerra, sus restos y los de los otros cuatro miembros de su unidad fueron trasladado a una tumba con un monumento conmemorativo en Krupki. En total, su destacamento descarriló once trenes, mató a treinta soldados alemanes, destruyó tres automóviles y seis estaciones de policía.

## Condecoraciones y reconocimientos
|  | Héroe de la Unión Soviética (21 de noviembre de 1944). |
|  | Orden de Lenin (21 de noviembre de 1944).              |
|  | Orden de la Bandera Roja (20 de enero de 1942)         |
|  | Orden de la Estrella Roja (1 de octubre de 1942)       |

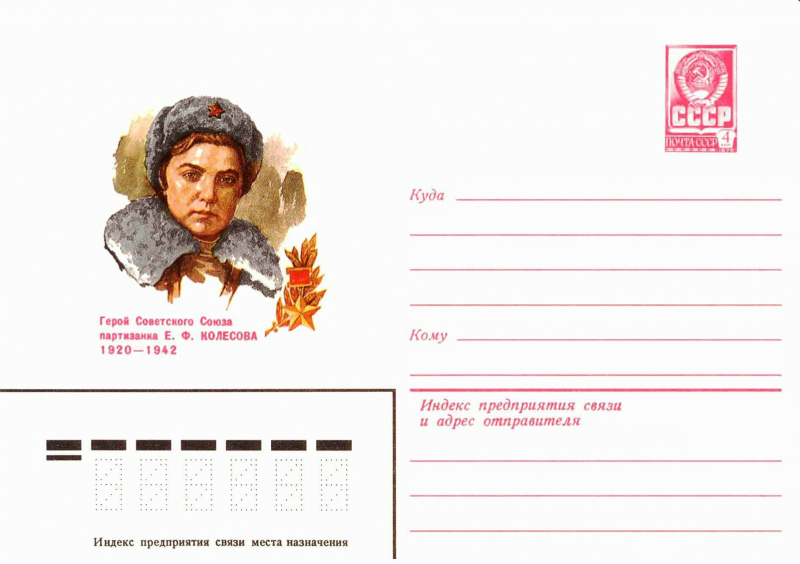
Sobre soviético de 1981 en honor de Elena Kólesova.

Actualmente, existen varios monumentos erigidos en su honor en diversas ciudades, comoː Krupki, Vydritsa, Mordvinova y Yaroslavl y varias calles fueron renombradas en su honor en Volgogrado, Krupki, Moscú y Yaroslavl.

### Listas relacionadas
- Lista de Heroínas de la Unión Soviética